# Will Genia

a Compétitions nationales et continentales officielles uniquement.

b Matchs officiels uniquement.
Dernière mise à jour le 1 novembre 2019.
Sanchez William Will Genia, né le 17 janvier 1988 à Port Moresby en Papouasie-Nouvelle-Guinée, est un joueur de rugby à XV australien. Il évolue  au poste de demi de mêlée en équipe nationale avec les Wallabies, remportant le Tri-nations 2011 et le Rugby Championship 2015, et avec la franchise australienne des Queensland Reds, l'édition 2011 du Super 15.
Titulaire au poste de no 9 de l'Australie lors de la Coupe du monde 2015, il est finaliste face à la Nouvelle-Zélande, puis rejoint dans la foulée son nouveau club, le Stade Français dans le championnat de France Top 14.

## Carrière

### Jeunesse
Will Genia nait et grandit à Port Moresby en Papouasie-Nouvelle-Guinée. il est le deuxième enfant d'une famille de cinq enfants, dont l'ainé se prénomme Frank, international de Papouasie-Nouvelle-Guinée et le cadet des garçons s'appelle Nigel. La famille comprend également deux filles, Anne-Marie et Lorraine. Son père Kilroy est un ancien membre du cabinet du premier ministre de Papouasie-Nouvelle-Guinée. Sa mère est assistante de direction à la Bank of Papua New Guinea.
Enfant, il est plutôt passionné par le cricket, son joueur favori étant Steve Waugh. Toutefois, ce n'est que lors de son entrée au Brisbane Boys' College en 2000 qu'il intègre pour la première fois une équipe sportive. Doué en cricket et rugby, il choisit finalement ce dernier.
Genia joue avec l'équipe de GPS Rugby dans le championnat du Queensland. Il fait partie de la sélection de 26 joueurs retenus pour le championnat du monde des moins de 19 ans qui se déroule à Dubai en 2006. Il est alors le remplaçant de Josh Holmes et l'équipe, dont le capitaine est Saia Faingaa, remporte le titre mondial face à la sélection néo-zélandaise menée par Victor Vito. Cette sélection australienne comprend également d'autres futurs Wallabies, Anthony Faingaa et David Pocock.

### Carrière professionnelle
C'est à l'occasion d'une tournée au Japon en novembre 2006 qu'il obtient sa première sélection avec les Queensland Reds. Dès l'année suivante, il fait ses débuts en Super 14, face à la franchise néo-zélandaise des Hurricanes. La même année, il inscrit ses premiers points dans cette compétition en inscrivant un essai face à l'équipe sud-africaine des Lions. Durant cette saison, il dispute dix rencontres et inscrit cinq points. Il dispute avec  l'équipe de Ballymore Tornadoes l'unique saison de l'Australian Rugby Championship. Cette même année, il est désigné Queensland U20s Player of the Year.
En 2008, il fait partie des dix joueurs ayant déjà évolué en Super 14 retenu dans le groupe de 26 joueurs défendant les couleurs australiennes lors du championnat du monde junior. Battu par les Anglais en phase de poule, l'Australie termine finalement cinquième de la compétition. Il dispute également sept rencontres de Super 14.
Lors de sa troisième saison de Super 15, Genia dispute huit rencontres et inscrit quatre essais. Il dispute son premier test avec les Wallabies le 18 juillet 2009 contre la Nouvelle-Zélande à Auckland, dans le cadre du Tri-nations 2009. Il fait ses débuts dans cette compétition en tant que remplaçant mais finit le tournoi titulaire à la suite des mauvaises performances de l'autre demi de mêlée Luke Burgess. En fin d'année, il dispute d'abord la Bledisloe Cup face aux All Blacks, puis quatre rencontres en Europe, victoire face aux Anglais où il inscrit un essai, match nul en Irlande, défaite face aux Écossais et victoire face au pays de Galles. Il termine l'année par une rencontre avec les Barbarians face aux All Blacks, rencontre où il est remplaçant et où les Baa-Baas s'imposent 25 à 18.
Après une saison 2010 de Super 14 où il dispute treize rencontres et inscrit treize points, deux essais et une pénalité, il retrouve les Wallabies. Sa saison internationale débute par une défaite face aux Anglais à Sydney. Initialement annoncé comme devant manquer le début du Tri-nations pour une blessure au pouce face aux Anglais, il dispute finalement les six rencontres de cette compétition. Il débute par une victoire à Brisbane face aux Springboks, où il inscrit un essai, puis concède trois défaites, à Melbourne puis Christchurch face aux All Blacks, et à Pretoria face aux Springboks, où il inscrit son deuxième essai de la compétition. L'Australie s'impose ensuite à Bloemfontein face à ce même adversaire, avant de s'incliner à Sydney face aux All Blacks. Après une victoire à Hong Kong lors de la quatrième rencontre face aux Néo-Zélandais, il est utilisé lors de trois rencontres en Europe, victoire contre le pays de Galles, défaite face aux Anglais et victoire face aux Français avec un nouvel essai. Il dispute ensuite un dernier match, avec les Barbarians, face à l'Afrique du Sud, rencontre remportée 26 à 20.
Les Reds, qui terminent au premier rang de la saison régulière 2011, puis éliminent les Blues en demi-finale, remportent le Super 15 face aux Crusaders sur le score de 18 à 13. Will Genia s'avère décisif lors de cette rencontre en inscrivant un essai de 60 mètres après avoir franchi la défense derrière un regroupement,. Durant cette édition, où il dispute 18 rencontres, il inscrit un total de quatre essais. Désigné joueur australien de la compétition, il dispute les quatre rencontres du Tri-nations 2011 remporté par les Wallabies et où il inscrit un essai lors de la dernière journée face aux All Blacks.
Présent parmi les favoris de la coupe du monde après leur victoire dans le Tri-nations, les Australiens, battus par les Irlandais lors de la phase de poule, affrontent les sud-africains en quart de finale, victoire 11 à 9, puis s'inclinent en demi-finale 20 à 6 face aux All Blacks. Genia est le titulaire du poste de demi de mêlée, au côté de son coéquipier des Reds Quade Cooper, durant cette compétition où il dispute six rencontres.
En fin d'année, il fait partie des six prétendants au titre de meilleur joueur IRB de l'année, avec les  Néo-Zélandais Piri Weepu, Jerome Kaino et Ma'a Nonu, son compatriote David Pocock et le Français Thierry Dusautoir qui remporte finalement le trophée.
Lors de la victoire 26 à 19 à Perth face aux Springboks en Rugby Championship 2012, il se blesse, ligament croisé antérieur, ce qui nécessite une interruption de six mois. Il fait son retour à la compétition en reprenant son rôle de capitaine contre la Western Force lors de la saison de Super 15. Durant cette saison, Où les Reds terminent à la deuxième place de la conférence australienne, il dispute douze rencontres, dont le match de barrage perdu 38 à 9 face aux Crusaders, et inscrit un essai, face aux Highlanders.
Il dispute les tests face aux Lions britanniques et irlandais lors de la tournée de ces derniers en Australie. Après les deux premiers tests, perdu 23 à 21 puis remporté 16 à 15, le sélectionneur de l'équipe australienne, Robbie Deans, révèle que Genia joue tout en étant blessé au genou. Il est encore présent lors du dernier test perdu 41 à 16, donnant la victoire dans la série aux Lions. Il participe à cinq des six rencontres du Rugby Championship, puis à la rencontre face aux Néo-Zélandais dans le cadre de la Bledisloe Cup, et cinq rencontres en novembre lors d'une tournée en Europe, concédant une défaite face aux Anglais, puis remportant les quatre rencontres suivantes, face à l'Italie, l'Irlande, l'Écosse et le pays de Galles.
Blessé à la hanche lors d'une rencontre de Super 15 face aux Hurricanes, il doit finalement se faire opérer, ce qui l'empêche de postuler aux premières rencontres du Rugby Championship. Après avoir rejoué en National Rugby Championship avec Brisbane, il réintègre le groupe australien pour les deux matchs en Afrique du Sud et en Argentine, mais il n'est pas retenu pour ces rencontres. Il rejoue finalement avec les Wallabies en novembre. Titularisé avec Quade Cooper contre les Barbarians, il est ensuite remplaçant face aux Gallois, Français et Irlandais, avec un bilan de deux défaites et une victoire.
Après avoir signé un pré-contrat avec le club anglais de Bath, Genia signe un contrat de trois ans à partir de la saison 2015-2016 en faveur du club du Stade français Paris rugby, celui-ci prenant effet à l'issue de la coupe du monde. Il dispute, tout comme son coéquipier James Horwill, son dernier match à domicile avec les Reds contre la franchise néo-zélandaise des Chiefs, rencontre remportée par ces derniers, avant de disputer une dernière rencontre, également perdue, face aux Waratahs.
Titulaire lors du premier match du Rugby Championship, victoire 24 à 20 face aux Springboks, il se blesse de nouveau au genou, ce qui le prive de la fin de la compétition. Il figure parmi les 31 joueurs retenu par le sélectionneur Michael Cheika pour participer à la coupe du monde 2015 disputée en Angleterre.

## Palmarès

### En club
- Will Genia remporte l'édition 2011 du Super 15 avec les Queensland Reds.
- Vainqueur du Challenge européen en 2017

### En sélection
Will Genia dispute 110 rencontres avec l'équipe d'Australie, dont 93 en tant que titulaire. Il inscrit vingt essais, pour un total de 100 points. Il compte trois participations à la Coupe du monde en 2011 où il dispute six rencontres, en 2015, édition où il dispute six rencontres et s'incline en finale face à la Nouvelle-Zélande et en 2019, où il dispute 5 rencontres. Il participe à dix éditions du Tri-nations, devenu le Rugby Championship, disputant 46 rencontres, inscrivant douze essais et soixante points. Il remporte les éditions 2011 du Tri-nations et 2015 du Rugby Championship.

### Barbarians
Will Genia porte à deux reprises le maillot des Barbarians, en décembre 2009 face aux All Blacks, où il est remplaçant et en novembre de l'année suivante où il est titulaire face aux Springboks.